# Hyagnis philippinensis
Hyagnis philippinensis är en skalbaggsart som beskrevs av Stefan von Breuning 1966. Hyagnis philippinensis ingår i släktet Hyagnis och familjen långhorningar.
Artens utbredningsområde är Filippinerna. Inga underarter finns listade i Catalogue of Life.